# 진안 쌍계정
쌍계정은 대한민국 전북특별자치도 진안군 마령면에 있다. 2016년 12월 28일 진안군의 향토문화유산(유형) 제10호로 지정되었다.

## 개요
1886년 오도한, 이우우 등에 의해 건립된 정자로, 자연동굴을 이용해 축조되었다.